# Кубок Англии по футболу 1873/1874
Кубок Англии по футболу 1873/74 — 3-й розыгрыш старейшего футбольного турнира в мире, Переходящего кубка Футбольной ассоциации, также известного как Кубок Англии. На момент первой жеребьёвки розыгрыша Кубка в нём было заявлено 28 футбольных клубов.
Турнир начался 11 октября 1873 года первым раундом и завершился финалом, который прошел 14 марта 1874 года на стадионе «Кеннингтон Овал» в Лондоне, где «Оксфорд Юниверсити» победил «Ройал Энджинирс» со счетом 2:0.

## Первый раунд

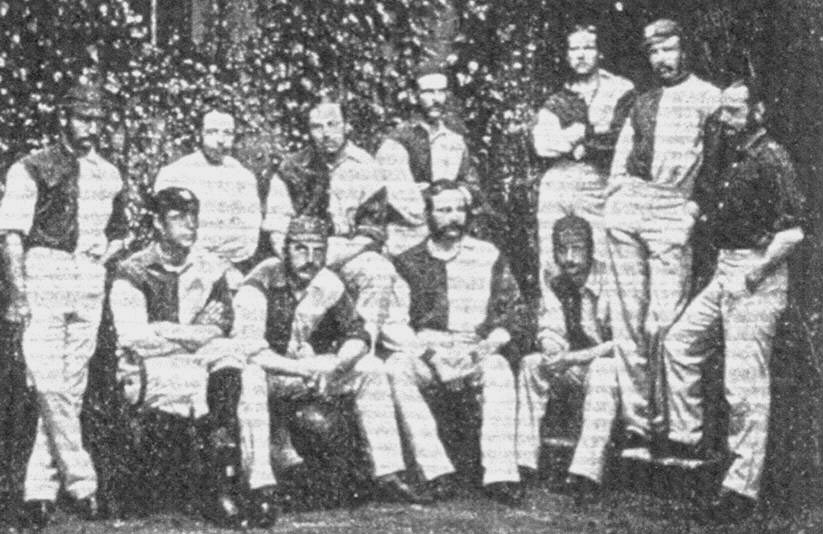
Команда «Оксфорд Юниверсити», обладатель Кубка Англии 1874 года

| Домашняя команда    | Счёт | Выездная команда   | Посещаемость | Дата            |
| ------------------- | ---- | ------------------ | ------------ | --------------- |
| Ройал Энджинирс     | 5:0  | Брондсбери         | 2148         | 11 октября 1873 |
| Марлоу              | 0:1  | Пилгримс           | 1022         | 9 октября 1873  |
| Мэйденхед           | т.п. | Сивил Сервис       |              |                 |
| Клэпем Роверс       | т.п. | Любительский клуб  |              |                 |
| Аптон Парк          | 0:4  | Оксфорд Юниверсити | 1401         | 29 октября 1873 |
| Кристал Пэлас       | 0:1  | Свифтс             | 1584         | 18 октября 1873 |
| Уондерерс           | т.п. | Саутхолл           |              |                 |
| Фест Суррей Райфлз  | 0:0  | Барнс              | 700          | 25 октября 1873 |
| Шропшир Уондерерс   | 0:0  | Шеффилд            | 700          | 30 октября 1873 |
| Аксбридж            | 3:0  | Гитанос            | 650          | 28 октября 1873 |
| Троянс              | т.п. | Фарнингем          |              |                 |
| Хай Уиком           | т.п. | Олд Итонианс       |              |                 |
| Вудфорд Уэллз       | 3:2  | Рейгейт Приорити   | 600          | 11 октября 1873 |
| Кембридж Юниверсити | 1:0  | Саут Норвуд        | 500          | 25 октября 1873 |

### Переигровка
| Домашняя команда | Счёт   | Выездная команда   | Посещаемость | Дата           |
| ---------------- | ------ | ------------------ | ------------ | -------------- |
| Барнс            | 1:0    | Фест Суррей Райфлз | 1200         | 8 ноября 1873  |
| Шеффилд          | жребий | Шропшир Уондерерс  | 800          | 17 ноября 1873 |

## Второй раунд
| Домашняя команда   | Счёт | Выездная команда    | Посещаемость | Дата           |
| ------------------ | ---- | ------------------- | ------------ | -------------- |
| Шеффилд            | 1:0  | Пилгримс            | 747          | 22 ноября 1873 |
| Ройал Энджинирс    | 2:1  | Аксбридж            | 2356         | 26 ноября 1873 |
| Мэйденхед          | 1:0  | Хай Уиком           | 1293         | 22 ноября 1873 |
| Клэпем Роверс      | 1:1  | Кембридж Юниверсити | 1336         | 22 ноября 1873 |
| Уондерерс          | т.п. | Троянс              |              |                |
| Оксфорд Юниверсити | 2:0  | Барнс               | 1402         | 22 ноября 1873 |
| Свифтс             | 2:1  | Вудфорд Уэллз       | 750          | 22 ноября 1873 |

### Переигровка
| Домашняя команда | Счёт | Выездная команда    | Посещаемость | Дата            |
| ---------------- | ---- | ------------------- | ------------ | --------------- |
| Клэпем Роверс    | 1:1  | Кембридж Юниверсити | 1410         | 29 ноября 1873  |
| Клэпем Роверс    | 4:1  | Кембридж Юниверсити | 1419         | 20 декабря 1873 |

## Третий раунд
| Домашняя команда | Счёт   | Выездная команда   | Посещаемость | Дата            |
| ---------------- | ------ | ------------------ | ------------ | --------------- |
| Ройал Энджинирс  | 7:0    | Мэйденхед          | 2397         | 10 декабря 1873 |
| Клэпем Роверс    | 2:1    | Шеффилд            | 1505         | 17 января 1874  |
| Уондерерс        | 1:1    | Оксфорд Юниверсити | 2000         | 6 декабря 1873  |
| Свифтс           | дальше |                    |              |                 |

### Переигровка
| Домашняя команда   | Счёт | Выездная команда | Посещаемость | Дата           |
| ------------------ | ---- | ---------------- | ------------ | -------------- |
| Оксфорд Юниверсити | 1:0  | Уондерерс        | 1500         | 31 января 1874 |

## Полуфиналы
| Домашняя команда   | Счёт | Выездная команда | Посещаемость | Дата            |
| ------------------ | ---- | ---------------- | ------------ | --------------- |
| Ройал Энджинирс    | 2:0  | Свифтс           | 2500         | 28 января 1874  |
| Оксфорд Юниверсити | 1:0  | Клэпем Роверс    | 1500         | 28 февраля 1874 |

## Финал
| Домашняя команда   | Счёт | Выездная команда | Посещаемость | Дата          |
| ------------------ | ---- | ---------------- | ------------ | ------------- |
| Оксфорд Юниверсити | 2:0  | Ройал Энджинирс  | 2000         | 14 марта 1874 |